# Packera montereyana
Packera montereyana là một loài thực vật có hoa trong họ Cúc. Loài này được (S.Watson) C.Jeffrey mô tả khoa học đầu tiên năm 1992.